# Roderic Alfred Gregory
Roderic Alfred Gregory CBE FRS (Bromley, 29 de dezembro de 1913 — 5 de setembro de 1990) foi um biólogo britânico.